# Mistrovství světa v alpském lyžování 1991
31. Mistrovství světa v alpském lyžování proběhlo v termínu od 22. ledna do 3. února 1991 ve rakouském Saalbach-Hinterglemmu.

## Medailisté

### Muži
| Soutěž      | Zlato              | Stříbro              | Bronz                 |
| Sjezd       | Franz Heinzer      | Peter Runggaldier    | Daniel Mahrer         |
| Slalom      | Marc Girardelli    | Thomas Stangassinger | Ole Kristian Furuseth |
| Obří slalom | Rudolf Nierlich    | Urs Kälin            | Johan Wallner         |
| Super G     | Stephan Eberharter | Kjetil André Aamodt  | Franck Piccard        |
| Kombinace   | Stephan Eberharter | Kristian Ghedina     | Günther Mader         |

### Ženy
| Soutěž      | Zlato                 | Stříbro             | Bronz                 |
| Sjezd       | Petra Kronbergerová   | Nathalie Bouvierová | Svetlana Gladiševa    |
| Slalom      | Vreni Schneiderová    | Nataša Bokalová     | Ingrid Salvenmoserová |
| Obří slalom | Pernilla Wibergová    | Ulrike Maierová     | Traudl Hächerová      |
| Super G     | Ulrike Maierová       | Carole Merleová     | Anita Wachterová      |
| Kombinace   | Chantal Bournissenová | Ingrid Stöcklová    | Vreni Schneiderová    |

## Přehled medailí
| Pořadí         | Stát           | Zlato | Stříbro | Bronz | Celkově |
| 1              | Rakousko       | 5     | 3       | 3     | 11      |
| 2              | Švýcarsko      | 3     | 1       | 2     | 6       |
| 3              | Švédsko        | 1     | -       | 1     | 2       |
| 4              | Lucembursko    | 1     | -       | -     | 1       |
| 5              | Francie        | -     | 2       | 1     | 3       |
| 6              | Itálie         | -     | 2       | -     | 2       |
| 7              | Norsko         | -     | 1       | 1     | 2       |
| 8              | Jugoslávie     | -     | 1       | -     | 1       |
| 9              | Německo        | -     | -       | 1     | 1       |
| 9              | Sovětský svaz  | -     | -       | 1     | 1       |
| Medailové sady | Medailové sady | 10    | 10      | 10    | 30      |